# كلجمال قادين أفندي
كل جمال أفندي (بالتركية العثمانية: کل جمال قادین) (ق. 1826 – 15  ديسمبر 1851) هي زوجة السلطان العثماني عبد المجيد الأول، ووالدة السلطان محمد الخامس.

## حياتها
ولدت كلجمال قادين أفندي في عام 1826 في إيالة البوسنة التابعة للدولة العثمانية، واسمها الحقيقى غير معروف، دخلت إلى الحراملك في القصر العثماني مع شقيقتها في سن مُبكرة، وتزوجت عبد المجيد الأول في عام 1840 في قصر طوب قابي، وأنجبت له ثلاثة أطفال منهم ولي العهد والسلطان فيما بعد محمد الخامس، وابنتين هما: فاطمة سلطان ورافعة سلطان، وأُوكلت تربية أبنائها الثلاثة إلى ثروت سزا قادين أفندي الزوجة الأولى لعبد المجيد الأول.
توفيت في 15 ديسمبر 1851 في أورطة كوي في إسطنبول، وكانت وفاتها قبل اعتلاء ابنها محمد الخامس العرش العثماني، لذلك لم تُلقب بالسلطانة الأم. توفيت بمرض السل، ودفنت في مقبرة السيدات الخاصة بالعثمانيين في يني جامع بإسطنبول.